# کودرا ماساموتو
کودرا ماساموتو (به ژاپنی: 小寺政職); ۱ ژانویهٔ ۱۵۲۹ – ۱ ژانویهٔ ۱۵۸۴) یک سامورایی ارباب قلعه گوچاکو در دوره آزوچی-مومویاما اهل ولایت هاریما در ژاپن بود.

## زندگی
در سال ۱۵۲۹ به عنوان پسر ارشد کودرا نوری‌یوشی، ارباب قلعه هاریما گوچی متولد شد. خاندان کودرا شاخه ای از خاندان آکاماتسو است و تا زمان پدربزرگش ماساتاکا در قلعه هیمه‌جی مستقر بود. همچنین خاندان کودرا نسل‌ها به خاندان آکاماتسو، شوگوی ولایت هاریما، به‌عنوان ملازم ارشد خدمت کرده‌اند و از ارباب خود، آکاماتسو هاروماسا، نام مستعار (شخصیت «سی») دریافت کرده‌اند و خود را مقام‌های سیاسی می‌نامیدند.
در سال ۱۵۴۳، او در قلعه شیودا به عنوان دستیار کودرا تومیموتو، یکی از بستگان دور که ارباب قلعه شیودا بود، ماند و در سال ۱۵۴۵، پدرش او را به عنوان ارباب قلعه منصوب کرد.
پس از آن در چندین زد و خورد پیروز شدند و خود را به عنوان یک نیروی نیمه مستقل با مرکزیت دشت هاریما تثبیت کردند. دولت توانایی‌های کودرا یوشی‌تاکا (کانبی، بعداً کورودا یوشیتاکا) را به رسمیت شناخت و با ازدواج با دختر عموی خود (هیکارو، دختر خاندان کوشی هاشی) با او رفتار مساعدی داشت.
در اوت ۱۵۵۸، او اطاعت و پیروی از ارباب خود، هاروماسا را کنار گذاشت و پسر ارشد خود، یوشیسوکه را به عنوان ارباب جدید منصوب کرد.
هنگامی که خاندان اودا از شرق به ولایت هاریما و از غرب به خاندان موری نزدیک شدند، در ابتدا با آکاماتسو ماساهیده، ارباب قلعه تاتسونو که به سمت اودا متصل بود و پدر و پسر یاسوهارو بسشو و ناگاهارو دشمنی کردند. اربابان قلعه میکی و در سال ۱۵۶۹ در سال ۱۵۷۳ با ارتش آکاماتسو در نبرد آئویاما و دوکیاما و در سال ۱۵۷۳ با ارتش بسشو در کوه زویی و قلعه آریاکیاما جنگید. با این حال، با توصیه کودرا تاکاتاکا، او بعداً تصمیم گرفت به اودا نوبوناگا تسلیم شود و در سال ۱۵۷۵ یوشی‌تاکا را به قلعه گیفو اعزام کرد و در همان سال، خودش همراه با خاندان آکاماتسو و قبیله بسشو به استقبال نوبوناگا آمد.
در ماه مه ۱۵۷۷، ارتش خاندان موری که به ساحل هاریما حمله کرد، در نبرد ایگا با نقشه هوشمندانه یوشی‌تاکا شکست خورد. پس از آن، نوبوناگا به اربابان هاریما دستور داد تا گروگان‌ها را تسلیم کنند، اما از آنجایی که پسرش اوجیشیکی، از نظر سلامتی در وضعیت بدی قرار داشت، گفته می‌شود که مقامات دولتی پسر کودرا یوشی‌تاکا (بعداً کورودا ناگاماسا) را به جای او فرستادند. از همان زمان، کودرا یوشی‌تاکا بیشتر به عنوان فرمانده هاشیبا هیده‌یوشی، که توسط نوبوناگا اعزام شده بود، شروع به عمل کرد تا اینکه دست نشانده کودرا باشد.
در سال ۱۵۷۸، زمانی که آراکی موراشیگه در قلعه آریئوکا در ولایت ستسو (نبرد قلعه آریئوکا) علیه نوبوناگا شورش کرد، در پاسخ به این امر، او نیز از نوبوناگا سرپیچی کرد و با خاندان موری ارتباط برقرار کرد. در آن زمان ناگاهارو بسشو از قلعه میکی در هیگاشیهاریما قبلاً به سمت موری گرایش پیدا کرده بود، اما قلعه آرئیوکا در سال ۱۵۷۹ سقوط کرد و قلعه میکی در سال ۱۵۸۰ توسط ارتش اودا مورد حمله قرار گرفت. قلعه گوکوری نیز در سال هشتم تنشو سقوط کرد. همراه با پسرش از ولایت ایگا عبور کردند و به تومونوئورا در ولایت بینگو، قلمرو خاندان موری گریختند. او به آشیکاگا یوشی‌آکی که در اینجا اقامت داشت خدمت کرد و به عضویت شوگون‌سالاری آشیکاگا درآمد.
او در ماه مه ۱۵۸۴ در تومونوئورا درگذشت.